# Конвенция о борьбе с дискриминацией в области образования
Конвенция о борьбе с дискриминацией в области образования — конвенция ЮНЕСКО, принятая в 1960 году и вступившая в силу в 1962 году. В 1962 г. к конвенции принят дополнительный Протокол об учреждении комиссии примирения и добрых услуг для разрешения разногласий между государствами-участниками Конвенции, вступивший в силу в 1968 году. По состоянию на сентябрь 2018 года, участниками Конвенции является 105 государств (считая Китай — участвующий лишь в отношении Макао), участниками Протокола — 37 (считая Вьетнам, который не выражал мнения о том, продолжает ли он после соединения Юга и Севера членство в протоколе).

## Внешние ссылки
- Тексты Конвенции и протокола
- Комментарий к конвенции (англ.)
- Сравнительный анализ Конвенции и статей 13, 14 МПЭСКП (англ.)